# Shrook Wafa
Shrook Wafa (née le 3 mai 1997) est une joueuse d'échecs égyptienne. grand maître international féminin, elle a remporté cinq fois le championnat d'échecs d'Afrique féminin.
Sa sœur Shahenda est également multiple championne d'Afrique.

## Normes internationales
Shrook Wafa obtient son titre de maître FIDE en 2011, celui de maître international féminin en 2012, enfin, elle devient grand maître féminin en 2013. 

## Championnat d'échecs d'Afrique féminin
Elle a remporté son premier championnat d'Afrique en 2013, à Tunis. Cette victoire lui permet d'obtenir également le titre de GMIF (grand maître féminin). Elle remporte aussi le championnat l'année suivante, à Windhoek, en Namibie.
Elle est encore couronnée en 2016, 2019 et 2025
Elle est sortie dès le premier tour du Championnat du monde féminin d'échecs 2015 par Ju Wenjun.

## Jeux africains
Elle est médaillée d'or en rapide individuel, en blitz individuel et en rapide par équipe mixte aux Jeux africains de 2019.